# Nectouxia
Genre
Nectouxia est un genre de plantes de la famille des Solanaceae.

## Liste d'espèces
Selon NCBI (16 avr. 2012), ITIS (16 avr. 2012) et Catalogue of Life (16 avr. 2012) :
- Nectouxia formosa Kunth